# Donji Orlovci
Donji Orlovci (en serbe cyrillique : Доњи Орловци) est une localité de Bosnie-Herzégovine. Elle est située sur le territoire de la ville de Prijedor et dans la république serbe de Bosnie. Selon les premiers résultats du recensement bosnien de 2013, elle compte 2 329 habitants.

## Géographie
Le village est situé à l'est de Prijedor, au nord du lac de Saničani.

## Démographie

### Évolution historique de la population dans la localité
| 1948 | 1953 | 1961 | 1971 | 1981 | 1991 | 2013  |
| ---- | ---- | ---- | ---- | ---- | ---- | ----- |
| -    | -    | 540  | 644  | 802  | 881  | 2 329 |

|  |

### Communauté locale
En 1991, la communauté locale de Donji Orlovci comptait 2 217 habitants, répartis de la manière suivante :